# ヘスス・プレテル
ヘスス・エマヌエル・プレテル・パンタ（Jesús Emanuel Pretell Panta, 1999年3月26日 - ）は、ペルー・ピウラ県セチュラ出身のサッカー選手。リーガ1・FBCメルガル所属。ポジションはMF。

## クラブ経歴
2018年にスポルティング・クリスタルのトップチーム昇格と同時にウニベルシダ・サン・マルティンへのローン移籍が決定。2月5日のアヤクチョFC戦でプロデビュー。同年シーズンはルーキーながらリーグ戦33試合に出場。翌2019年シーズンに正式にスポルティング・クリスタルでデビューし、リーグ戦16試合に出場。2020年1月31日に再びローン移籍でFBCメルガルへの移籍が決定した。

## 代表経歴
2019年にチリで開催された南米ユース選手権に、U-20のペルー代表として出場。同年5月にはコパ・アメリカ2019の代表に選出され、6月10日のコロンビアとの親善試合でフル代表初出場。同大会の注目若手選手として、メディアから取り上げられたが、代表は準優勝に輝いたもののプレテル自身は出番なく終了。2020年にはCONMEBOLプレオリンピック大会に、U-23代表として4試合にフル出場した。